# Wellenschliff

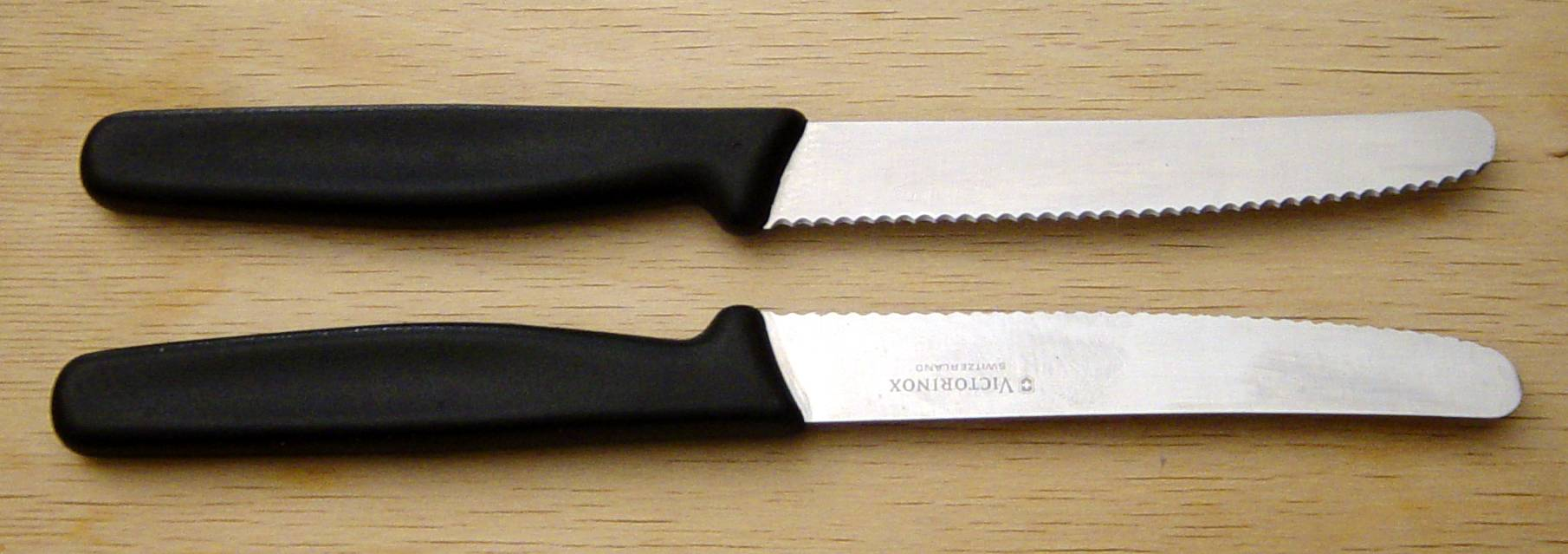
Messer mit Wellenschliff

Wellenschliff bezeichnet einen Anschliff von Messerklingen mit abgerundeten Sägezähnen. 

## Kurzbeschreibung
Josef Hack, Gründer der Messer- und Stahlwarenfabrik Hack-Werke Ges, Steyr, setzte die Schärfungsart bei seinen Erzeugnissen zuerst ein und gilt als Erfinder. Aufgrund einer unterlassenen Patentanmeldung wird diese Erfindung allerdings William Grant aus Sheffield, England, zugewiesen. Dieser hatte sich am 31. Januar 1930 auch in Deutschland eine Erfindung für Messer, insbesondere zum Schneiden von Tomaten, Früchten und dergleichen beim Reichspatentamt patentieren lassen. Nach diesem Patent wurden beiderseits der Klinge abwechselnd rechts und links Vertiefungen angebracht, die das Anhaften von Schnittgut auf der fast planen Klingenoberfläche vermeiden und dadurch die Schnittfähigkeit verbessern sollten.